# Claas Gutsche
Claas Gutsche (* 1982 in Blankenburg/Harz) ist ein deutscher Künstler.

## Leben
Nach Studienaufenthalten an der Hochschule für Kunst und Design in Halle an der Saale (2003 bis 2006) und der University of Brighton (2006 bis 2007) schloss Claas Gutsche 2009 sein Kunststudium in Fine Art Printmaking am Royal College of Art in London ab.
Claas Gutsche lebt und arbeitet in Berlin und unterrichtet als Dozent an der Hochschule für Kunst und Design in Halle an der Saale.

## Werk
Claas Gutsches Werk beinhaltet Grafiken und Plastiken. Seine Plastiken sind Bronzeabgüsse von Naturmaterialien wie Ähren, Vogelnestern oder bestimmten Blumen.
Gutsches großformatige Linolschnitte dagegen sind meist in Schwarzweiß gehalten und von einer starken Licht-und-Schatten-Dramaturgie geprägt. Mit ihrer dunklen Atmosphäre knüpfen sie an das klassische Genre des Nachtstücks an, stellen aber auch eine Neuinterpretation oder Weiterentwicklung der Technik des Linolschnitts dar. Sie zeigen Motive wie Wachtürme, Zäune, Wohnsiedlungen, architektonische Details oder Monumente. Zunächst vertraut wirkend, sorgen sie erst auf den zweiten Blick bzw. nach der Motiv-Recherche für Irritation. So ist beispielsweise die Wohnsiedlung Krumme Lanke in Berlin-Zehlendorf Teil einer ehemaligen Nazi-Kolonie, das Fachwerkhaus in Wuestefeld steht in Verbindung mit dem als „Kannibale von Rotenburg“ bekannten Armin Meiwes und das „Monument“ entpuppt sich als Mahnmal der Kriegsgräberstätte Waldfriedhof Halbe, wo die Opfer der letzten großen Schlachten des Zweiten Weltkriegs begraben liegen.

## Einzelausstellungen
2016
- "Risse im Beton", Museum Franz Gertsch, Burgdorf
- "Schatten", Galerie Wagner + Partner, Berlin

2015
- Constructed Utopia, Virtuell Visuell, Maschinenhallen auf Zeche Fürst Leopold, Dorsten

2014
- Changing truth, Galerie WAGNER + PARTNER, Berlin

2012
- drama & romantik, Galerie WAGNER + PARTNER, Berlin
- Claas Gutsche, 36. Ausstellung der BAT CampusGalerie, Bayreuth

2011
- Der goldene Vorhang (with Karl Goerlich), Haus am Lützowplatz, Berlin

2010
- Der geheime Garten der Nachtigall (with Sebastian Nebe), Galerie WAGNER + PARTNER, Berlin

## Gruppenausstellungen
2015
- MADE IN GERMANY, Highpoint Centre for Printmaking, Minneapolis, USA
- TURN MY WATER INTO WINE, Kunstraum Ortloff, Leipzig
- DRUCKREIF, Städtische Galerie und Kunstmuseum Spendhaus, Reutlingen
- BAT CampusGalerie 15 Jahre 2000–2015, Universität Bayreuth

2014
- Psychokiller - Qeus qeu cest, Galerie Börgmann, Mönchengladbach

2013
- berlin,status (2), Künstlerhaus Bethanien / Schauraum
- Heimsuchung, Galerie Hartwich Rügen
- Dark matter(s), Kunstverein Ulm

2012
- CUTS, Galerie Maurer, Frankfurt, Germany (31. August bis 12. Oktober 2012)
- Double Take – The Art of Printmaking, University of Kent, Canterbury, UK
- DRUCKSACHE 2012, Kommunale Galerie Berlin

2011
- Preview Art Fair Berlin with WAGNER + PARTNER
- Come Together – 5 Jahre Galerie Maurer in Frankfurt, Galerie Maurer, Frankfurt/Main
- Hochdruck 2011, Museum für Druckkunst, Leipzig
- LINOCUT RELOADED (with Philipp Hennevogl, Thomas Kilpper and Sebastian Speckmann), WAGNER + PARTNER, Berlin
- Borders – Linolschnitte & Skulpturen, Galerie Maurer, Frankfurt/Main
- Royal Academy Summer Exhibition, London, UK

2010
- Preview Art Fair Berlin with WAGNER + PARTNER
- Der Blick von hier, Boulevard Parabol, Berlin
- newcontemporaries, The Institute of Contemporary Arts, London, UK
- newcontemporaries, A Foundation, Liverpool, UK
- druckreif, Kunsthaus Hamburg
- Royal Academy Summer Exhibition 2010, Royal Academy of Arts, London, UK
- Jenseits des Kanals, Kunstraum Ortloff, Leipzig
- To hell with good intentions, Galerie Maurer, Frankfurt

## Kataloge
- Claas Gutsche: Risse im Beton, Publikation des Museum Franz Gertsch, modo Verlag Freiburg, 2016
- Claas Gutsche: Changing Truth, Eigenpublikation mit einem Text von Christoph Tannert, Berlin, 2014
- Claas Gutsche, Katalog anlässlich der Ausstellung der CampusGalerie der British American Tobacco, Bayreuth 2012